# Trianaeopiper confertinodum
Trianaeopiper confertinodum là một loài thực vật có hoa trong họ Hồ tiêu. Loài này được Trel. & Yunck. miêu tả khoa học đầu tiên năm 1950.